# Virginia Imaz Quijera
Virginia Imaz Quijera (San Sebastián, 27 de abril de 1962) es una payasa, actriz, cuentacuentos y directora de escena española, fundadora del grupo de teatro Oihulari Klown y Premio Emakunde a la Igualdad 2017.

## Trayectoria
Imaz se crio en el barrio de Egia, en San Sebastián. Estudió magisterio y más tarde filología hispánica. Ejerció como maestra en escuelas de pueblo y en aulas. Es conocida por su faceta artística.
Creó su propia compañía de teatro Oihulari Klown en 1979 y es payasa profesional desde 1988. Ha profundizado en el teatro de máscara con más de 40 profesionales, especialmente con JB. Bonange, Anne-Marie Bernard y Bertil Sylvander de Bataclown. Ha dirigido y asesorado en teatro de máscara más de 38 espectáculos a unas 15 compañías de teatro. 
Desde junio de 1998 hasta diciembre de 2000 participó como personaje cómico en el espectáculo La Nouba del Cirque du Soleil en Canadá y Estados Unidos.
En 2009, se estrenó el documental Zapatos nuevos: Payasos de hoy en Europa, dirigido por Brian Rodríguez Wood y producido por Javier Salinas, donde aparece Imaz junto a otras figuras del mundo del clown como: Johnny Melville, Gardi Hutter, Leo Bassi, Jango Edwards, Carlo Colombaioni, Pepa Plana, Slava Polunin, Joan Montanyès i Martínez, Philippe Gaulier o Buffo; que tuvo 4 nominaciones a los Premios Goya 2010.

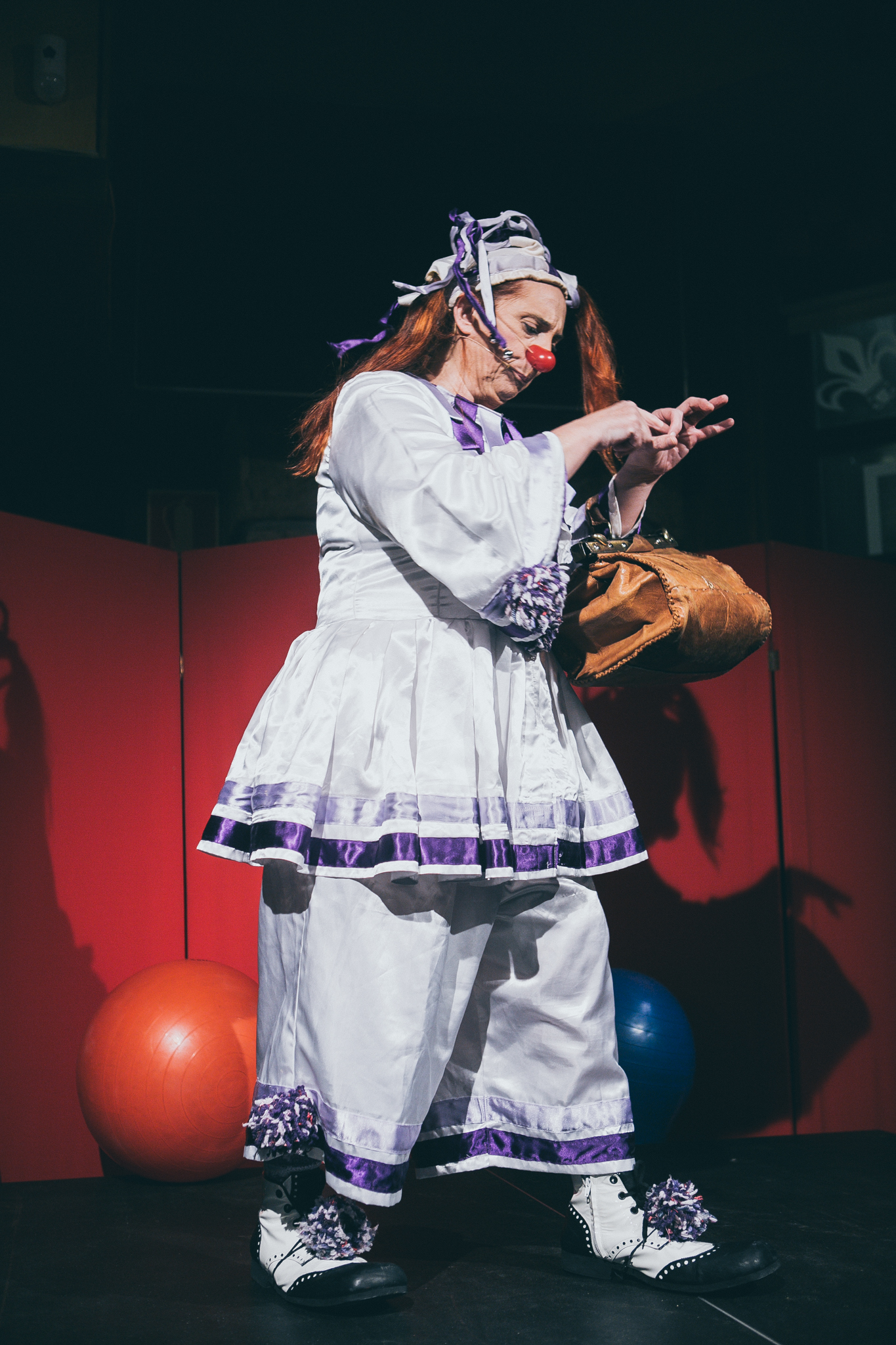
Virginia Imaz

Como formadora Imparte cursos de clown, teatro y cuentacuentos. Es conocida por su espectáculo Clownclusiones, que registró como marca propia, y que denomina como reeducación emocional a través del humor.
Además, es una activista feminista en su ámbito. En 2016 fue jurado del Premio Emakunde a la Igualdad y en 2017 fue la galardonada. Participó en 2021, en la primera edición del Festival Internacional de Payasas de Navarra o en el Festival Coñumor. En 2023, impulsó, junto a Zahira Montalvo, la creación de la Escuela Feminista de Artes Escénicas en Álava, un proyecto autogestionado cuyas residencias tendrán sede en Ozaeta.
En 2022 fue la encargada de escribir el Manifiesto del Día Internacional del Circo de CircoRed, la federación que agrupa a las Asociaciones de Profesionales del Circo de España.

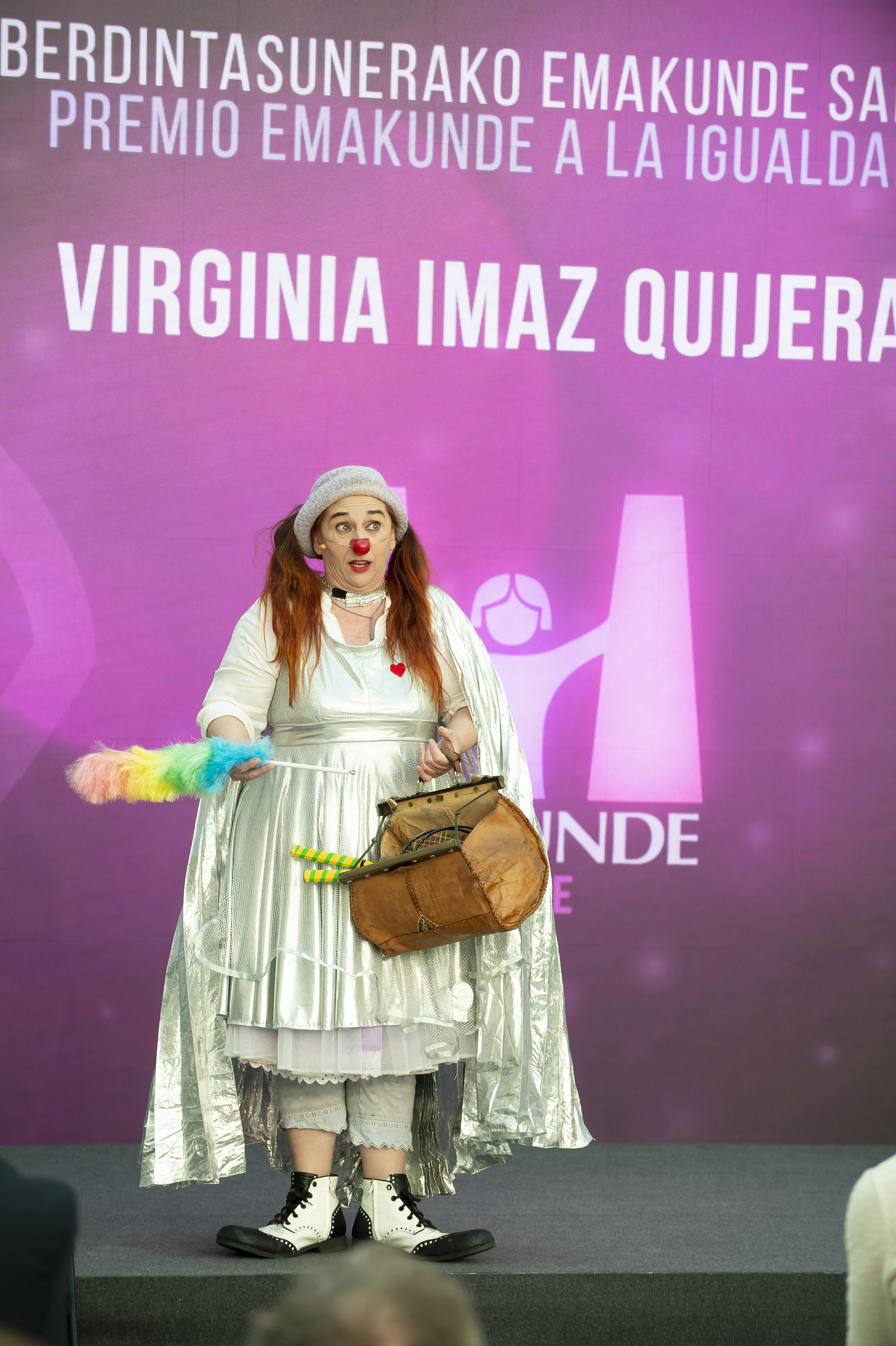
Virginia Imaz galardonada con el Premio Emakunde a la Igualdad (2017)

## Obra

###### Teatro
- Bigarren Printzesa
- Zu jaio zinen egunean
- Monstruoak bizi diren lekuan
- Alfonbra Majikoa
- Las mil y una noches
- El hilo de Ariadna, Mari
- El portador de besos
- Mujeres de ojos grandes
- Como una gota de aceite en el agua
- La recordadora
- La memoria del fuego
- La mujer salvaje
- Por los pelos
- Déjame que te cuente...
- Encantadas[39]
- JaqueXake
- La espera
- Sex o no sex[40]
- Zai, beti zai
- Trostan
- E-Zinema
- Divinas[39]
- Consumiéndonos[39]
- Comunicando[41]
- Pronoia[42]
- Aquelarre[43]

###### Libros
- 2007 - Las abuelas y otros cuentos.[44]

## Premios y reconocimientos
En 2009 fue la Pregonera de los Carnavales de Vitoria. En 2017 recibió el Premio Emakunde a la Igualdad, por su trayectoria y conciencia feminista y "por su impecable, valiente y larga trayectoria como payasa profesional y cuentacuentos con conciencia feminista". En 2022 fue homenajeada en la 29º edición de la Muestra Internacional de Payasas y Payasos de Xirivella.